# Солдат и слон
„Солдат и слон“ е игрален филм, режисиран от Дмитрий Кесаянц в студиото Арменфилм през 1977 г. Филмът е базиран на реални събития. Премиерата се състои на 11 март 1978 г. в Ереван и през септември същата година в Москва.

## Сюжет
Германия, пролетта на 1945 г. Германците отчаяно се защитават. И тогава по средата на битката се появява слон. На Арменак Гаспарян е възложено да извади животното от обстрел. В щаба се оказва, че слонът е съветски. Влак с животни за зоопарка пътувал за Армения, когато бил бомбардиран от германците. Германски генерал донася оцелелия слон като коледен подарък за сина си. Съветският генерал решава да върне слона обратно в Ереванската зоологическа градина. Арменак е назначен да го придружава. Слонът ще се прибере. Войникът е възмутен до сърце: той е преминал през цялата война и точно преди Берлин му е наредено да отиде в тила със слон! И така главните герои, войникът и слонът, тръгват към съветските войски, сякаш срещу течението. Заедно те преминават през разкъсвания от война Съветски съюз. В същото време слонът трябва да бъде нахранен, докато самите хора гладуват. В същото време слонът е символ на мирния живот, който бавно, трудно се завръща в страната.

## В главните роли
- Фрунзик Мкртчян – Арменак Гаспарян
- Ранго – Слонът Габуша